# 中國龍 (電影)
《中國龍》是一部香港武打电影。

## 故事梗概
懂得超自然能力的小燕與懂得少林功夫的小龍代表中國參加一場在夏威夷舉行的「國際武術大賽」，途中結識了兩位朋友並無意中發現當年被送走的少林掌門師叔，弄出不少的笑話。蘇教練偷了國家機密，希望賣給美國黑市賺錢，小燕和小龍最終查出中國國家機密文件的下落，與國際罪犯 Jack Su 展開了一次角力。

## 外部連結
- 開眼電影網上《中國龍》的資料（繁體中文）
- 豆瓣电影上《中國龍》的資料 （简体中文）
- 时光网上《中國龍》的資料（简体中文）
- AllMovie上《中國龍》的资料（英文）
- 爛番茄上《中國龍》的資料（英文）
- 香港影庫上《中國龍》的資料（繁體中文）
- 互联网电影数据库（IMDb）上《中國龍》的资料（英文）